# Barry-d'Islemade
Barry-d'Islemade è un comune francese di 850 abitanti situato nel dipartimento del Tarn e Garonna nella regione dell'Occitania.

## Società

### Evoluzione demografica
Abitanti censiti